# Jill Ross
Jill Ross (Jill Margaret Ross, in erster Ehe Ross-Giffen, in zweiter Ehe Woolley; * 23. Februar 1958 in London, Ontario) ist eine ehemalige kanadische Mehrkämpferin und Weitspringerin.
Bei den Commonwealth Games 1978 in Edmonton wurde sie Vierte im Fünfkampf und Neunte im Weitsprung, und bei den Panamerikanischen Spielen 1979 in San Juan gewann sie Bronze im Fünfkampf und wurde Achte im Weitsprung.
Beim Fünfkampf der Pacific Conference Games 1981 und beim Siebenkampf der Commonwealth Games 1982 holte sie weitere Bronzemedaillen.
1984 kam sie beim Siebenkampf der Olympischen Spiele in Los Angeles auf den 15. Platz.
Viermal wurde sie Kanadische Meisterin im Fünf- bzw. Siebenkampf (1979, 1982–1984) und zweimal im Weitsprung (1979, 1980).

## Persönliche Bestleistungen
- Weitsprung: 6,29 m, 11. Juli 1982, Roverto
- Siebenkampf: 6038 Punkte, 23. Mai 1982, Götzis